# Sân bay quốc tế Sir Seewoosagur Ramgoolam
Sân bay quốc tế Sir Seewoosagur Ramgoolam (mã IATA: MRU, mã ICAO: FIMP), sân bay SSR, là sân bay quốc tế chính ở Mauritius. Sân bay có cự ly 26 hải lý (48 km) về phía đông nam của thành phố thủ đô Port Louis. Sân bay trước đây có tên gọi là Sân bay Plaisance, nó được đổi tên để tưởng nhớ Sir Seewoosagur Ramgoolam. Sân bay được thiết lập để trở thành một trung tâm khu vực, có các chuyến bay thẳng đến các điểm đến tại châu Phi, châu Á, châu Âu và là sân nhà của hãng hàng không quốc gia của nước này Air Mauritius.

## Hãng hàng không và điểm đế
| Hãng hàng không                            | Các điểm đến |
| ------------------------------------------ | --- |
| Air Austral                                | Saint-Denis de la Réunion, Saint-Pierre de la Réunion |
| Air France                                 | Paris-Charles de Gaulle |
| Air Madagascar                             | Antananarivo |
| Air Mauritius                              | Antananarivo, Bangalore, Bắc Kinh-Thủ đô, Cape Town, Chennai, Delhi, Durban, Hong Kong, Johannesburg-OR Tambo, Kuala Lumpur, London-Heathrow, Mumbai, Nairobi-Jomo Kenyatta, Paris-Charles de Gaulle, Perth, Rodrigues, Saint-Denis de la Réunion, Shanghai-Pudong, Singapore Theo mùa: Chengdu |
| Air Seychelles                             | Mahé |
| Austrian Airlines                          | Vienna (nối lại từ 29 tháng 10 năm 2015) |
| British Airways                            | London-Gatwick |
| China Southern Airlines                    | Shenzhen |
| Comair                                     | Johannesburg-OR Tambo |
| Condor                                     | Frankfurt Theo mùa: Munich |
| Corsair International                      | Paris-Orly |
| Emirates                                   | Dubai-International |
| Lufthansa                                  | Theo mùa: Frankfurt (từ 10/12/2015) |
| Meridiana                                  | Milan-Malpensa, Rome-Fiumicino |
| South African Airways                      | Johannesburg-OR Tambo |
| Thomson Airways                            | Thuê chuyến: London-Gatwick |
| Transaero                                  | Theo mùa: Moscow-Vnukovo |
| TUIfly Nordic vận hành bởi Thomson Airways | Thuê chuyến theo mùa: Helsinki, Stockholm-Arlanda |